# Bimba Bosé
Pour les articles homonymes, voir Salvatore et Bose.
Bimba Bosé, nom de scène d'Eleonora Salvatore González (née le 1er octobre 1975 à Rome, morte le 23 janvier 2017 à Madrid) est une mannequin, créatrice, actrice, DJ et chanteuse espagnole.

## Biographie
Elle est la fille d'Alessandro Salvatore (décédé en 2008) et de Lucía González Bosé, connue sous le nom de Lucía Dominguín, qui l'a eue à l'âge de 18 ans ; elle est la petite-fille maternelle du torero Luis Miguel Dominguín et de l'actrice Lucia Bosè, et nièce du chanteur Miguel Bosé et de l'actrice Paola Dominguín. Elle a six frères et sœurs : elle et Olfo sont nés du mariage de ses parents ; plus tard, son père a trois autres enfants : Alessandro, Francesca et Alfonso ; et sa mère a deux filles de son mariage avec l'acteur Carlos Tristancho, Jara et Lucía.
Elle a été mariée de 2006 à 2013 au cinéaste et musicien Diego Postigo Breedveld, avec qui elle a eu deux filles, toutes deux nées à Madrid, Dora Postigo (9 avril 2004) et June Postigo (19 juin 2011). Plus tard, elle est la concubine du mannequin anglais Charlie Centa, dix-sept ans plus jeune qu'elle, jusqu'au moment de sa mort et qui organise les funérailles.

## Carrière

### Mannequin
L'image de Bimba en tant que mannequin est celle de l'androgynie. Bien qu'elle travaille dès son plus jeune âge dans la mode à travers l'Europe, elle devient une référence lorsqu'elle devient la muse de David Delfín.
Elle travaille avec des photographes tels que Richard Avedon, Terry Richardson, Peter Lindbergh, Steven Meisel, Bruce Weber y Mario Testino. Son image fait les couvertures de magazines tels que Vogue ou Harper's Bazaar. Elle défile à Londres, Paris, New York et Milan pour des créateurs comme Karl Lagerfeld, Tom Ford, Alexander McQueen, ou John Galliano.

### Chanteuse
Elle fait ses débuts de chanteuse fin 1994. Rafa Sánchez, chanteur du groupe La Unión, et Antonio Cortés composent et enregistrent l'opéra rock Las botas rojas, basé à l'origine sur l'histoire de Hans Christian Andersen et la version musicale de Broadway. Le premier single Confía en mí met en vedette Bimba Bosé avec Rafa Sánchez.
En 2007, elle interprète un duo avec son oncle Miguel Bosé, Como un lobo qui sort en single avec un clip vidéo et la performance du couple aux Latin Grammy Awards 2007. La chanson est un coup de pouce promotionnel important pour Bimba, qui prépare son propre projet à l'époque, le groupe The Cabriolets.
Elle fait ses débuts avec le groupe le 7 mai 2007, chantant des chansons en anglais et en espagnol. Elle met en avant sa version de Como yo te amo de Rocío Jurado mélangée à la base musicale du thème original de Twin Peaks. Son premier album, Demo, est enregistré à New York sous les ordres du producteur Andrés Levín et la collaboration de musiciens comme Marc Ribot ou John Medeski.
En 2016, il a participé à la première édition de Levántate All Stars. En duo ave Silvia Superstar, la chanteuse des Killer Barbies, elles atteignent la finale et terminent quatrième.

## Décès
En 2014, elle est opérée d'un cancer du sein au sein gauche et continue d'être mannequin. En juin 2016, elle déclare à un journaliste du magazine Lecturas avoir des métastases dans les os, le foie et le cerveau et qu'elle suit toujours un traitement.
Elle meurt le 23 janvier 2017 à 41 ans à l'Hospital Universitario Ramón y Cajal de Madrid. Elle est incinérée le 25 janvier 2017.

## Filmographie
- 2010 : El cónsul de Sodoma de Sigfrid Monleón.
- 2012 : Run a way (court métrage) de Diego Postigo.
- 2014 : La que se avecina (caméo)
- 2016 : Julieta de Pedro Almodóvar (caméo)

## Source de la traduction
- (es) Cet article est partiellement ou en totalité issu de l’article de Wikipédia en espagnol intitulé « Bimba Bosé » (voir la liste des auteurs).